# 2014년 타바 버스 폭탄 테러
2014년 2월 16일, 이집트 타바와 아카바만의 이스라엘 에일라트 국경 사이에서 성지 순례 여행을 하던 한국인 관광객들을 태운 버스에 폭탄 테러가 발생했다. 이 폭탄 테러로 인해, 한국인 3명과 이집트인 버스기사 1명 등 4명이 사망했으며, 나머지 17명이 부상을 입었다. 이 버스는 이집트 카이로에서 시나이반도의 성 카타리나 수도원까지 가던 중이었으며, 폭발이 일어날 당시에는 이스라엘을 통과하기 직전 국경 도시인 타바에 있었다. 뉴욕 타임스에 따르면, 폭발은 "무장군들이 몇 달 동안 이집트 보안군을 공격하면서 이 전역이 민간인에게까지 확장되었다는 것을 보여주는 새로운 증거이다."라고 말했다.

## 같이 보기
- 탈레반 한국인 납치 사건 (2007년)